# Марія Баль
Ядвіга Марія Кінга Баль (Бальова) із Заліщиків; дошлюбне прізвище Бруницька; 26 липня 1879, Заліщики, Заліщицький повіт, Королівство Галичини та Володимирії, Долитавщина, Австро-Угорщина — 1 січня 1955, Краків, Краківське воєводство, Польська Народна Республіка) — польська баронеса та довічна муза Яцека Мальчевського, якого вважають національним художником Польщі. Була натурницею для серії його численних картин жінок у стилі символізму, а також етюдів оголених та міфологічних істот. Більшість із них було завершено до міжвоєнного періоду, коли Польща ще не здобула незалежності.

## Походження та навчання
Ядвіга Марія Бруницька народилася 26 липня 1879 року в родині барона Северина Бруницького, польського землевласника, та його дружини Ядвіги Марії Криспіни Заґурської гербу Остоя в їхньому маєтку у Заліщиках (нині — Тернопільської області). Нащадок єврейської родини з Баварії, її батько носив титул барона, отриманий у 1813 році. Родина володіла кам'яницею в столичному місті Кракові на вул. Пєрацького 7, де Марія згодом часто гостювала.
Сім'я відзначала, що Марія була надзвичайно вродливою. Вони називали її Кінга з того часу, як вона була дівчинкою. Як це було характерно для заможних сімей, вона навчалася вдома у репетитора.

## Шлюб та сім'я
У 1898 році Марія Бруницька вийшла заміж за старшого на дев'ять років землевласника Станіслава Якуба Баля. Головною резиденцією родини Баль був маєток у Тулігловах у східній Польщі (у гміні Красностав Красноставського повіту Люблінського воєводства). Будинок був перебудований на початку XIX ст. Нова родина викупила маєток в Оссолінських в селі Тулиголове (з 2019 року — Комарнівської міської ради Львівського району на Львівщині). Станіслав Баль разом з Марією наприкінці XIX століття збудували тут новий великий 2-поверховий палац. У шлюбі народилися дві доньки. У шлюбі народилися три доньки Кінґа Марія (нар. 1899), Марія «Міта» (нар. 1900) та Гелена (нар. 1904).. Одна з їхніх доньок, Гелена Баль (1904—1996), стала художницею у міжвоєнний період.
Приблизно з 1904 року й до початку першої світової війни у Марії тривав роман із художником Яцеком Мальчевським, який був на 25 років старшим за неї. В цей час, у 1912 році, його було обрано ректором Академії образотворчих мистецтв у Кракові. Вони залишилися друзями після того, як Марія Баль порвала з художником, але часто листувалася під час своїх закордонних подорожей. У 1923 році Марія знову вийшла заміж, цього разу за Єжи Турно гербу Котвиця. Мальчевський був серед відомих гостей на її весіллі.

## Муза і модель

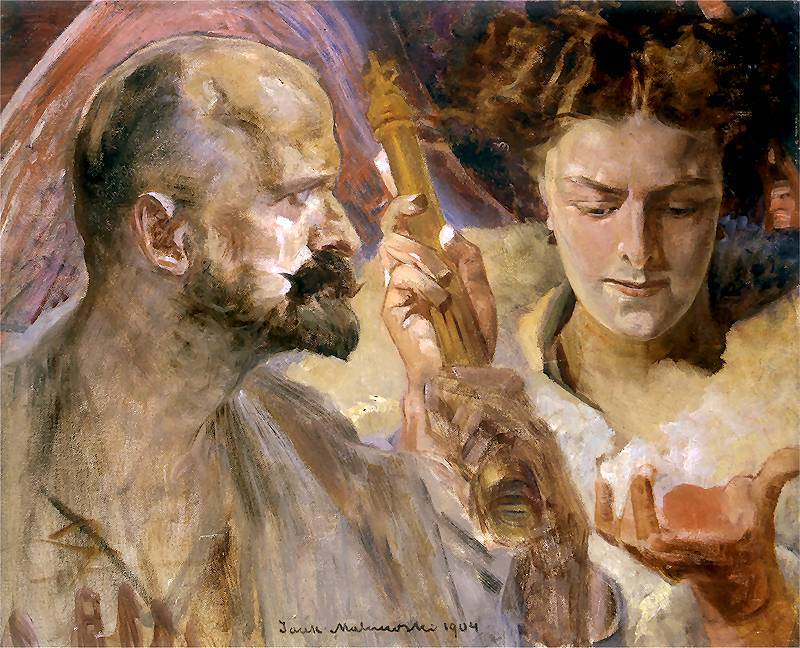
«Автопортрет з музою» (1904) Яцека Мальчевського. Муза, ймовірно, Марія Баль. Колекція Львівської національної галереї мистецтв імені Бориса Возницького

Марія Баль познайомилася з художником Яцеком Мальчевським близько 1904 року, коли жила в Кракові. У них був бурхливий роман, який тривав десятиліття до початку першої світової війни. Баль з Мальчевським були добрими приятелями, Мальчевський регулярно приїжджав у Тулиголови до 1908 року та періодично до 1913 року. Після 1914 року, коли почалася війна, коханці розірвали зв'язок з ініціативи Марії Баль Вона позувала для багатьох його символічних картин із серії «Піфія», написаних на порозі повернення Польщі до незалежності (до кінця війни). До цих робіт належать численні автопортрети Мальчевського з музами. Відомий художник на той час був одруженим чоловіком. У 1892 році у нього народився син Рафал, який згодом також став художником.
Марія Баль була зіркою місцевого літературного товариства в Кракові. Вона постійно брала участь у з'їздах художників у краківському маєтку Ольги Хвисткової. Після розриву з Мальчевським Марія залишилася з ним друзями. До її другого шлюбу вони часто листувалися.
Марія є однією з найбільш пошанованих національних моделей мистецтва в Польщі. Померла Марія Баль 3 січня 1955 року в Кракові на 76-му році життя. Похована на Раковицькому цвинтарі.

## Ушанування пам'яті
Її чорна сукня 1930-х років виставлена у відділі моди Центрального музею текстилю в Лодзі .

## Вибрані образи Марії Мальчевського
|       |
| Піфія |

|             |
| Поневолення |

|              |
| Біля Джерела |

|            |
| Intermezzo |

|              |
| Ангел смерті |

|             |
| Батьківщина |

|               |
| Спляча Гарпія |

|                                    |
| Занепад Польщі (подвійний портрет) |

|       |
| Весна |